# Prix Rosalind-Franklin
Le prix Rosalind-Franklin est un prix scientifique britannique décerné annuellement par la Royal Society à une femme scientifique dans les domaines de la science, de la technologie, de l'ingénierie ou des mathématiques (disciplines STIM).

## Description
La lauréate se voit remettre une médaille en vermeil, une bourse de 40 000 livres britanniques et une récompense de 1 000 livres. Elle est invitée à utiliser une partie de la bourse pour mettre en œuvre un projet qui promeut la place des femmes dans les disciplines STIM et à donner une conférence sur le thème de ses recherches,.
Le prix est financé par le département des Affaires, de l'Énergie et des Stratégies industrielles (initialement par l'Office des sciences et de la technologie (en)),.

## Historique
Le prix est créé en 2003 en l'honneur de Rosalind Franklin, une biophysicienne britannique dont les travaux ont permis d'améliorer la compréhension des structures moléculaires fines de l'ADN,,. Il fait suite à un rapport de 2002 de Susan Greenfield, qui dénonçait le sexisme institutionnalisé du monde scientifique britannique. Ce rapport avait été commandé par Patricia Hewitt, alors ministre du Commerce et de l'Industrie du Royaume-Uni,.    

## Lauréates
- 2003 : Sue Gibson[8]
- 2004 : Carol V. Robinson[4]
- 2005 : Christine Davies[9]
- 2006 : Andrea Brand[10]
- 2007 : Ottoline Leyser
- 2008 : Eleanor Maguire
- 2009 : Sunetra Gupta
- 2010 : Katherine Blundell
- 2011 : Francesca Happé
- 2012 : Polly Arnold
- 2013 : Sarah-Jayne Blakemore
- 2014 : Rachel McKendry (biophysique)[11]
- 2015 : Lucy Carpenter (chimie)[12]
- 2016 : Jo Dunkley (astrophysique)[13]
- 2017 : Essi Viding (psychologie expérimentale)[14]
- 2018 : Tamsin Mather (vulcanologie)[15],[16]
- 2019 : Nguyen TK Thanh (nanotechnologies)[17]
- 2020 : Julia Gog (mathématiques)[18]
- 2021 : Suzanne Imber (astronomie)[19]
- 2022 : Diane Saunders (biologie)[20]
- 2023 : Karen Johnson[21]